# A Bosszú epizódjainak listája
Itt tekinthető meg a Bosszú című sorozat epizódjainak listája.

## Évados áttekintés
| Évad | Évad | Epizódok | Eredeti sugárzás     | Eredeti sugárzás | Eredeti adó | Magyar sugárzás     | Magyar sugárzás   | Magyar adó |
| Évad | Évad | Epizódok | Évadpremier          | Évadfinálé       | Eredeti adó | Évadpremier         | Évadfinálé        | Magyar adó |
| ---- | ---- | -------- | -------------------- | ---------------- | ----------- | ------------------- | ----------------- | ---------- |
|      | 1    | 22       | 2011. szeptember 21. | 2012. május 23.  | ABC         | 2012. augusztus 22. | 2013. január 30.  | M1         |
|      | 2    | 22       | 2012. szeptember 30. | 2013. május 12.  | ABC         | 2013. február 13.   | 2013. július 17.  | M1         |
|      | 3    | 22       | 2013. szeptember 29. | 2014. május 11.  | ABC         | 2014. március 4.    | 2014. július 29.  | M2         |
|      | 4    | 23       | 2014. szeptember 28. | 2015. május 10.  | ABC         | 2015. október 12.   | 2016. április 11. | Duna TV    |

## 1. évad (2011-2012)
| Sor. | Év. | Cím                          | Rendező            | Író                                                         | Premier                                  | Nézettség    |
| ---- | --- | ---------------------------- | ------------------ | ----------------------------------------------------------- | ---------------------------------------- | ------------ |
| 1.   | 1.  | Bevezető rész (Pilot)        | Phillip Noyce      | Mike Kelley                                                 | 2011. szeptember 21. 2012. augusztus 22. | 10,02 millió |
| 2.   | 2.  | Bizalom (Trust)              | Phillip Noyce      | Mike Kelley és Joe Fazzio                                   | 2011. szeptember 28. 2012. augusztus 29. | 8,54 millió  |
| 3.   | 3.  | Árulás (Betrayal)            | Matt Earl Beesley  | Salvatore Stabile                                           | 2011. október 5. 2012. szeptember 5.     | 7,68 millió  |
| 4.   | 4.  | Kétszínűség (Duplicity)      | Matt Shakman       | Wendy Calhoun                                               | 2011. október 12. 2012. szeptember 12.   | 7,90 millió  |
| 5.   | 5.  | Bűntudat (Guilt)             | Kenneth Fink       | Nikki Toscano                                               | 2011. október 19. 2012. szeptember 19.   | 7,94 millió  |
| 6.   | 6.  | Cselszövés (Intrigue)        | Tim Hunter         | Dan Dworkin és Jay Beattie                                  | 2011. október 26. 2012. szeptember 26.   | 8,72 millió  |
| 7.   | 7.  | Színlelés (Charade)          | Sanford Bookstaver | Mark B. Perry és Joe Fazzio                                 | 2011. november 2. 2012. október 3.       | 8,58 millió  |
| 8.   | 8.  | Álnokság (Treachery)         | Bobby Roth         | Ryan Scott                                                  | 2011. november 16. 2012. október 10.     | 7,98 millió  |
| 9.   | 9.  | Gyanakvás (Suspicion)        | Bethany Rooney     | Salvatore Stabile                                           | 2011. november 23. 2012. október 17.     | 7,30 millió  |
| 10.  | 10. | Hűség (Loyalty)              | J. Miller Tobin    | Wendy Calhoun és Nikki Toscano                              | 2011. december 7. 2012. október 24.      | 7,35 millió  |
| 11.  | 11. | Kényszer (Duress)            | Jamie Babbit       | Elle Triedman                                               | 2012. január 4. 2012. október 31.        | 8,06 millió  |
| 12.  | 12. | Hírhedtség (Infamy)          | Matt Earl Beesley  | Dan Dworkin és Jay Beattie                                  | 2012. január 11. 2012. november 7.       | 7,58 millió  |
| 13.  | 13. | Elkötelezettség (Commitment) | Kenneth Fink       | Mark B. Perry és Liz Tigelaar                               | 2012. január 18. 2012. november 14.      | 7,67 millió  |
| 14.  | 14. | Érzékelés (Perception)       | Tim Hunter         | Nikki Toscano és Sallie Patrick                             | 2012. február 8. 2012. november 21.      | 7,70 millió  |
| 15.  | 15. | Káosz (Chaos)                | Sanford Bookstaver | Mark Fish és Joe Fazzio                                     | 2012. február 15. 2012. november 28.     | 7,69 millió  |
| 16.  | 16. | Botrány (Scandal)            | Kenneth Fink       | Elle Triedman                                               | 2012. február 29. 2012. december 5.      | 7,53 millió  |
| 17.  | 17. | Kétely (Doubt)               | Matt Earl Beesley  | Történet: Mike Kelley Tévéjáték: Dan Dworkin és Jay Beattie | 2012. április 18. 2012. december 12.     | 7,77 millió  |
| 18.  | 18. | Igazság (Justice)            | Bobby Roth         | Sallie Patrick és Liz Tigelaar                              | 2012. április 25. 2012. december 19.     | 7,03 millió  |
| 19.  | 19. | Feloldozás (Absolution)      | Sanford Bookstaver | Nikki Toscano és Ryan Scott                                 | 2012. május 2. 2013. január 9.           | 7,14 millió  |
| 20.  | 20. | Örökség (Legacy)             | Eric Laneuville    | Dan Dworkin és Jay Beattie                                  | 2012. május 9. 2013. január 16.          | 7,03 millió  |
| 21.  | 21. | Gyász (Grief)                | Randy Zisk         | Mark Fish és Joe Fazzio                                     | 2012. május 16. 2013. január 23.         | 6,90 millió  |
| 22.  | 22. | Elszámolás (Reckoning)       | Sanford Bookstaver | Mike Kelley és Mark B. Perry                                | 2012. május 23. 2013. január 30.         | 7,85 millió  |

## 2. évad (2012-2013)
| Sor. | Év. | Cím                            | Rendező             | Író                               | Premier                                | Nézettség   |
| ---- | --- | ------------------------------ | ------------------- | --------------------------------- | -------------------------------------- | ----------- |
| 23.  | 1.  | Végzet (Destiny)               | Kenneth Fink        | Mike Kelley és Mark B. Perry      | 2012. szeptember 30. 2013. február 13. | 9,74 millió |
| 24.  | 2.  | Feltámadás (Resurrection)      | David Grossman      | Sallie Patrick                    | 2012. október 7. 2013. február 20.     | 8,36 millió |
| 25.  | 3.  | Bizalom (Confidence)           | J. Miller Tobin     | Gretchen J. Berg és Aaron Harbert | 2012. október 14. 2013. február 27.    | 8,28 millió |
| 26.  | 4.  | Megérzés (Intuition)           | Randy Zisk          | Dan Dworkin és Jay Beattie        | 2012. október 21. 2013. március 6.     | 8,71 millió |
| 27.  | 5.  | Megbocsájtás (Forgiveness)     | Matt Earl Beesley   | Sunil Nayar                       | 2012. október 28. 2013. március 13.    | 8,18 millió |
| 28.  | 6.  | Illúzió (Illusion)             | Bobby Roth          | Michael Foley                     | 2012. november 4. 2013. március 20.    | 7,94 millió |
| 29.  | 7.  | Vezeklés (Penance)             | Colin Bucksey       | Elle Triedman                     | 2012. november 11. 2013. március 27.   | 7,73 millió |
| 30.  | 8.  | Leszármazás (Lineage)          | Christopher Misiano | Nikki Toscano                     | 2012. november 25. 2013. április 3.    | 6,92 millió |
| 31.  | 9.  | Leleplezés (Revelations)       | Kenneth Fink        | Ted Sullivan                      | 2012. december 2. 2013. április 10.    | 7,65 millió |
| 32.  | 10. | Hatalom (Power)                | Roger Kumble        | Joe Fazzio                        | 2013. január 6. 2013. április 17.      | 7,12 millió |
| 33.  | 11. | Szabotázs (Sabotage)           | John Scott          | Dan Dworkin és Jay Beattie        | 2013. január 13. 2013. április 24.     | 6,17 millió |
| 34.  | 12. | Együttműködés (Collusion)      | Matt Shakman        | Sallie Patrick és Sunil Nayar     | 2013. január 20. 2013. május 8.        | 5,75 millió |
| 35.  | 13. | Egyesülés (Union)              | Wendey Stanzler     | Michael Foley és Ted Sullivan     | 2013. február 10. 2013. május 15.      | 5,20 millió |
| 36.  | 14. | Áldozat (Sacrifice)            | Stefan Schwartz     | Mark B. Perry és Joe Fazzio       | 2013. február 17. 2013. május 22.      | 5,99 millió |
| 37.  | 15. | Megtorlás (Retribution)        | Helen Hunt          | Nikki Toscano és Elle Triedman    | 2013. március 10. 2013. május 29.      | 6,97 millió |
| 38.  | 16. | Megvilágosodás (Illumination)  | Bobby Roth          | Michael Foley és Sallie Patrick   | 2013. március 17. 2013. június 5.      | 6,57 millió |
| 39.  | 17. | Győzelem (Victory)             | Colin Bucksey       | Dan Dworkin és Jay Beattie        | 2013. március 24. 2013. június 12.     | 6,31 millió |
| 40.  | 18. | Álcázás (Masquerade)           | Allison Liddi-Brown | Sunil Nayar és JaSheika James     | 2013. március 31. 2013. június 19.     | 5,49 millió |
| 41.  | 19. | Személyazonosság (Identity)    | Charlie Stratton    | Joe Fazzio és Ted Sullivan        | 2013. április 28. 2013. június 26.     | 6,05 millió |
| 42.  | 20. | Eljegyzés (Engagement)         | John Terlesky       | Elle Triedman és Salle Patrick    | 2013. május 5. 2013. július 3.         | 6,28 millió |
| 43.  | 21. | Igazság 1. rész (Truth Part 1) | Randy Zisk          | Michael Foley és Nikki Toscano    | 2013. május 12. 2013. július 10.       | 6,12 millió |
| 44.  | 22. | Igazság 2. rész (Truth Part 2) | J. Miller Tobin     | Mike Kelley és Mark B. Perry      | 2013. május 12. 2013. július 17.       | 6,12 millió |

## 3. évad (2013-2014)
| Sor. | Év. | Cím                         | Rendező             | Író                                  | Premier                               | Nézettség   |
| ---- | --- | --------------------------- | ------------------- | ------------------------------------ | ------------------------------------- | ----------- |
| 45.  | 1.  | Félelem (Fear)              | Kenneth Fink        | Sunil Nayar                          | 2013. szeptember 29. 2014. március 4. | 8,11 millió |
| 46.  | 2.  | Bűn (Sin)                   | John Scott          | Joe Fazzio                           | 2013. október 6. 2014. március 11.    | 6,84 millió |
| 47.  | 3.  | Gyónás (Confession)         | Matt Earl Beesley   | Sallie Patrick                       | 2013. október 13. 2014. március 18.   | 6,00 millió |
| 48.  | 4.  | Kegyelem (Mercy)            | J. Miller Tobin     | Karin Gist                           | 2013. október 20. 2014. március 25.   | 6,16 millió |
| 49.  | 5.  | Irányítás (Control)         | Allison Liddi-Brown | Ted Sullivan                         | 2013. október 27. 2014. április 1.    | 5,71 millió |
| 50.  | 6.  | Megsemmisítés (Dissolution) | Bobby Roth          | Gretchen J. Berg és Aaron Harberts   | 2013. november 3. 2014. április 8.    | 6,33 millió |
| 51.  | 7.  | Újjáéledés (Resurgence)     | John Scott          | Christopher Fife                     | 2013. november 10. 2014. április 15.  | 5,49 millió |
| 52.  | 8.  | Titkolózás (Secrecy)        | Colin Bucksey       | Sallie Patrick és JaSheika James     | 2013. november 17. 2014. április 22.  | 5,81 millió |
| 53.  | 9.  | Megadás (Surrender)         | Jennifer Getzinger  | Joe Fazzio                           | 2013. december 8. 2014. április 29.   | 6,04 millió |
| 54.  | 10. | Kivonulás (Exodus)          | Kenneth Fink        | Sunil Nayar és Karin Gist            | 2013. december 15. 2014. május 6.     | 6,22 millió |
| 55.  | 11. | Hazatérés (Homecoming)      | Matt Earl Beesley   | Ted Sullivan                         | 2014. január 5. 2014. május 13.       | 6,69 millió |
| 56.  | 12. | Kitartás (Endurance)        | Sanford Bookstaver  | Sallie Patrick                       | 2014. január 12. 2014. május 20.      | 5,71 millió |
| 57.  | 13. | Gyűlölet (Hatred)           | John Terlesky       | Gretchen J. Berg és Aaron Harberts   | 2014. január 19. 2014. május 27.      | 5,37 millió |
| 58.  | 14. | Visszavágás (Payback)       | Romeo Tirone        | Sunil Nayar és Christopher Fife      | 2014. március 9. 2014. június 3.      | 6,60 millió |
| 59.  | 15. | Küzdelem (Struggle)         | Christopher Misiano | Michael J. Cinquemani                | 2014. március 16. 2014. június 10.    | 6,24 millió |
| 60.  | 16. | Szégyen (Disgrace)          | Matt Shakman        | Shannon Goss                         | 2014. március 23. 2014. június 17.    | 5,66 millió |
| 61.  | 17. | Függőség (Addiction)        | Tara Nicole Weyr    | Joe Fazzio                           | 2014. március 30. 2014. június 24.    | 5,25 millió |
| 62.  | 18. | Vér (Blood)                 | Wendey Stanzler     | Karin Gist                           | 2014. április 6. 2014. július 1.      | 5,16 millió |
| 63.  | 19. | Hűség (Allegiance)          | Jennifer Wilkinson  | Ted Sullivan                         | 2014. április 13. 2014. július 8.     | 5,26 millió |
| 64.  | 20. | Forradalom (Revolution)     | Christine Moore     | Sunil Nayar és Michael J. Cinquemani | 2014. április 27. 2014. július 15.    | 5,19 millió |
| 65.  | 21. | Lendület (Impetus)          | J. Miller Tobin     | Gretchen J. Berg és Aaron Harberts   | 2014. május 4. 2014. július 22.       | 4,98 millió |
| 66.  | 22. | Végrehajtás (Execution)     | Kenneth Fink        | Sunil Nayar és Joe Fazzio            | 2014. május 11. 2014. július 29.      | 4,87 millió |

## 4. évad (2014-2015)
| Sor. | Év. | Cím                        | Rendező             | Író                                | Premier                                | Nézettség   |
| ---- | --- | -------------------------- | ------------------- | ---------------------------------- | -------------------------------------- | ----------- |
| 67.  | 1.  | Újjászületés (Renaissance) | John Terlesky       | Sunil Nayar és Sallie Patrick      | 2014. szeptember 28. 2015. október 12. | 5,14 millió |
| 68.  | 2.  | Beszámoló (Disclosure)     | Kenneth Fink        | Joe Fazzio                         | 2014. október 5. 2015. október 19.     | 5,27 millió |
| 69.  | 3.  | Hamvak (Ashes)             | Colin Bucksey       | Alex Taub                          | 2014. október 12. 2015. október 26.    | 4,66 millió |
| 70.  | 4.  | Meteor (Meteor)            | J. Miller Tobin     | Karin Gist                         | 2014. október 19. 2015. november 2.    | 5,00 millió |
| 71.  | 5.  | Utóhatás (Repercussions)   | Kate Woods          | Ted Sullivan                       | 2014. október 26. 2015. november 9.    | 4,32 millió |
| 72.  | 6.  | Kár (Damage)               | John Terlesky       | Christopher Fife és Sallie Patrick | 2014. november 2. 2015. november 16.   | 4,67 millió |
| 73.  | 7.  | Rajtaütés (Ambush)         | Hanelle Culpepper   | Shannon Goss                       | 2014. november 9. 2015. november 30.   | 5,26 millió |
| 74.  | 8.  | Kapcsolat (Contact)        | Paul Holahan        | Joe Fazzio                         | 2014. november 16. 2015. december 7.   | 5,23 millió |
| 75.  | 9.  | Hírszerzés (Intel)         | Wendey Stanzler     | Karin Gist                         | 2014. november 30. 2015. december 14.  | 4,08 millió |
| 76.  | 10. | Vezeklés (Atonement)       | John Terlesky       | Ted Sullivan                       | 2014. december 7. 2015. december 21.   | 4,60 millió |
| 77.  | 11. | Sírfelirat (Epitaph)       | Bobby Roth          | Alex Taub                          | 2015. január 4. 2016. január 11.       | 3,97 millió |
| 78.  | 12. | Őrület (Madness)           | Matt Shakman        | Sallie Patrick                     | 2015. január 11. 2016. január 18.      | 3,67 millió |
| 79.  | 13. | Emberrablás (Abduction)    | John Scott          | Christopher Fife                   | 2015. január 18. 2016. január 25.      | 4,09 millió |
| 80.  | 14. | Rokonság (Kindred)         | Colin Bucksey       | Nancy Kiu                          | 2015. január 25. 2016. február 1.      | 3,76 millió |
| 81.  | 15. | Csalétek (Bait)            | Ty Trullinger       | Shannon Goss                       | 2015. március 8. 2016. február 8.      | 4,89 millió |
| 82.  | 16. | Válaszcsapás (Retaliation) | Alrick Riley        | Jesse Lasky                        | 2015. március 15. 2016. február 15.    | 4,78 millió |
| 83.  | 17. | Veszteség (Loss)           | Helen Hunt          | Joe Fazzio                         | 2015. március 22. 2016. február 22.    | 4,42 millió |
| 84.  | 18. | Tisztánlátás (Clarity)     | Allison Liddi-Brown | Karin Gist                         | 2015. március 29. 2016. február 29.    | 4,22 millió |
| 85.  | 19. | Vallomás (Exposure)        | Jennifer Wilkinson  | Wilson Pollock és Andrew Steier    | 2015. április 12. 2016. március 7.     | 3,84 millió |
| 86.  | 20. | Tűz (Burn)                 | Kenneth Fink        | Ted Sullivan                       | 2015. április 19. 2016. március 14.    | 3,90 millió |
| 87.  | 21. | Utóhatás (Aftermath)       | Rob J. Greenlea     | Shannon Goss és Christopher Fife   | 2015. április 26. 2016. március 21.    | 4,45 millió |
| 88.  | 22. | Vád (Plea)                 | J. Miller Tobin     | Alex Taub                          | 2015. május 3. 2016. április 4.        | 4,82 millió |
| 89.  | 23. | Két sír (Two Graves)       | John Terlesky       | Joe Fazzio                         | 2015. május 10. 2016. április 11.      | 4,80 millió |